# Whittingehame Farm School
Die Whittingehame Farm School wurde in der Nachfolge der Kindertransporte im Whittingehame House nahe der Ortschaft Stenton im Gebiet von East Lothian (Schottland) eingerichtet. Sie war – wie auch Millisle Farm – ein Zufluchtsort für die nach Großbritannien gekommenen jüdischen Flüchtlingskinder, die nicht bei Familien untergebracht werden konnten. Anders als die meisten Schulen im Exil war sie keine Gründung von aus dem Deutschen Reich vertriebenen Pädagoginnen und Pädagogen, sondern ging auf die Initiative hilfsbereiter britischer Menschen zurück. Die Schule existierte allerdings nur zwei Jahre, von Januar 1939 bis September 1941, bevor sie aus finanziellen Gründen schließen musste.

## Gründungsgeschichte derWhittingehame Farm School
Wittingehame House gehörte zum Anwesen des „Earl of Balfour“, dessen Eigentümer Arthur Balfour war. Er war ein ehemaliger Premierminister des Vereinigten Königreichs und Autor der Balfour-Deklaration von 1917. In ihr erklärte sich Großbritannien damit einverstanden, in Palästina eine „nationale Heimstätte“ des jüdischen Volkes zu schaffen.
Balfours Neffe, Robert Balfour, bot im Januar 1939 sein Haus und das weitläufige Gelände als Schule für jüdische Kinder an. Als Träger der Einrichtung agierte die „Whittingehame Farm School Ltd.“, eine gemeinnützige Organisation. Deren Absicht war es, die landwirtschaftlichen Fähigkeiten und Fertigkeiten jüdischer Kinder auszubilden. Diesen sollte dadurch ermöglicht werden, zunächst ihren britischen Gastgebern gegenüber nützlich zu sein, und später ihre Fähigkeiten und Fertigkeiten in Palästina nutzen zu können.
Die Schule startete mit 69 jüdischen Flüchtlingskindern. Sie war auf vielfältige finanzielle Unterstützung angewiesen, unter anderem durch die Stadt Edinburgh, einer Frauenorganisation mit dem Namen „Womens’ Appeal Committee“, die einen Zuschuss von £ 2.000 beisteuerte, jüdischen Unterstützern aus Deutschland und von Einzelpersonen, die die von der britischen Regierung verlangte Garantiesumme von £ 50 je Schüler aufbrachten. Trotz dieser Schwierigkeiten konnte die Schule ihre Kapazität bis auf etwa 170 Kinder ausweiten.

## Aspekte des schulischen Alltags
Die Schule war den politischen Zielen des Zionismus verpflichtet. Die Vorbereitung auf die Auswanderung nach Palästina stand im Mittelpunkt.

„Their common tie is not alone the calamity that has overtaken them, but the even stronger one of hope - that one day they may assemble together not as refugees in a strange land but as proud and free citizens of the country of their dreams – Palestine.“

Palästina war zu dem Zeitpunkt aber noch ein Fernziel, und die nächste Zukunft war für viele der Schülerinnen und Schüler erst einmal dadurch bestimmt, dass ihre Aufenthaltserlaubnis in Großbritannien nur bis zum Ende ihres 17. Lebensjahres galt – eine weitere Restriktion seitens der britischen Regierung im Zusammenhang mit ihrer Zustimmung zu den Kindertransporten. Deshalb, und angesichts der damaligen Schwierigkeiten einer direkten Auswanderung nach Palästina, propagierte die Schule auch die Ausbildung für eine landwirtschaftliche Tätigkeit in  den britischen Dominions, den Kolonien und in Südamerika. Dafür sollte die Schule neben einer allgemeinen Ausbildung eine gründliche praktische und wissenschaftliche Ausbildung in allen Zweigen der Landwirtschaft vermitteln.
Die Schule war eine koedukative Einrichtung, in der es weder hinsichtlich der Ausbildung noch der Erledigung der alltäglichen Arbeiten eine Rolle spielte, ob jemand Junge oder Mädchen war. Disziplin an der Schule war Selbstdisziplin, keine von außen verordnete. Deshalb hatte schon der erste Schulleiter, dessen Vorstellungen „old school“ waren, sehr schnell die Schule wieder verlassen. Mit seinem Nachfolger gab es weniger Konflikte. Die Schülerinnen und Schüler unterwarfen sich den notwendigen Routinen des Innen- und Außendienstes und hatten dennoch viel Freiraum. Sowohl im sportlichen als auch im kulturellen und musikalischen Bereich wurden von ihnen viele Kontakte zur umliegenden Bevölkerung geknüpft.

## Die Kinder und ihre Betreuer
Die Schule stand unter britischer Leitung. Nach der nur sehr kurzen Amtszeit des ersten Schulleiters übte Charles R. Maxwell diese Funktion für einige Zeit aus. Ihm zur Seite standen Mitarbeiter, die sowohl britischer Herkunft waren als auch selber Flüchtlinge. Neben zwei Personen, deren Rollen unklar sind, werden folgende Personen als feste Mitarbeiterinnen und Mitarbeiter der Schule aufgeführt:
- Mr Stegall: Senior Master in the early days […]. He moved to another school and was replaced by
- Mr William Farrington Drew: Senior House Master and teacher of English and Maths.
- Miss Lucy Laquer: Matron (Hauswirtschaftsleiterin).
- Rabbi Joseph Hans Heinemann and Rabbi Torry Foerder: covered Hebrew studies.
- Rev. Bernhard Cherrick: replaced Charles Maxwell as Headmaster and also gave private lessons in Judaism.
- Mr Walters: was a Spanish teacher but taught English, as the former was not needed. […]
- Sidi Una-Levy: was the cook.
- Ruth Fischel: worked in the kitchen.
- Erich Duschinski: led a party of refugees from London to Whittingehame, became an assistant teacher and was a suitable translator as he spoke English, German, Hebrew and French.
- Miriam Piterkowski (formerly Mia Wimpfheimer): appears to have been an assistant teacher or Madrichah (Jugendberater oder Betreuer).
- Mr Gibbs: taught maths and English, was a friend of Mr Walters and stayed until called up for military service.

Hinzu kamen Personen von außerhalb der Schule, die deren Arbeit unterstützten, bei der Lebensmittelbeschaffung etwa oder beim Aufbau einer Pfadfindergruppe.
Auf der Webseite über die Schule sind sehr viele Erinnerungen einzelner Schülerinnen und Schüler dokumentiert. Ebenso ist dort umfangreiches Fotomaterial einsehbar und eine lange Liste der Ehemaligen.

## Beginn des Zweiten Weltkriegs und Internierung
Mit dem Ausbruch des Zweiten Weltkriegs musste sich die Schule, die selber nie Ziel deutscher Luftangriffe war, mit den Gefahren kriegerischer Auseinandersetzungen beschäftigen. Die Schüler schulten sich in Erster Hilfe, in der Versorgung von Verletzten und im Löschen von Bränden. Sie übten die Evakuierung der Schule und trainierten Luftschutzmaßnahmen.
1940, mit dem Ende des Phoney War und mit der wachsenden Furcht vor einer deutschen Invasion, änderte sich das Zusammenleben in der Schule nachdrücklich. Die älteren Schüler und einige der deutschen oder österreichischen Mitarbeiter der Schule wurden völlig unerwartet mit einer dramatischen Veränderung ihrer Lage konfrontiert.  36 Personen aus Whittingehame kamen in den Lingfield Park Racecourse, der zu einem Kriegsgefangenenlager für  deutsche Seeleute umfunktioniert worden war, die bei Ausbruch des Krieges in britischen Häfen gefangen genommen worden waren. Fast 500 Gefangene bewohnten das Lager, und wenn darunter auch einige Nazigegner waren, so war es für die Flüchtlinge aus Whittingehame doch ein Schock, nun mit vielen zusammen zu leben und zu speisen, die offenkundig Nazis waren. Mitte August 1940 ordnete der damalige britische Innenminister, Herbert Stanley Morrison, die Entlassung der Whittingehame-Schüler  als „friendly aliens“ an.

## Das Ende derWhittingehame Farm School
Die schon erwähnte Altersgrenze von maximal 17 Jahren und finanzielle Probleme führten dazu, dass die Schule im September 1941 geschlossen wurde. Ein Teil der Kinder zog nach „Polton House“ in der Nähe von Lasswade in Midlothian. „Polton House“ wurde auf ähnliche Weise wie die Whittingehame Farm School geführt, und der Leiter dieser Einrichtung sei sehr daran interessiert gewesen, den Kindern den Übergang in das normale Alltagsleben Großbritanniens zu erleichtern. „Polton House“ war nach dem Ende des Zweiten Weltkriegs auch Auffangsstätte für aus den Konzentrationslagern befreite Jungen.
Viele der älteren Whittingehame-Schüler fanden Verwendung in der britischen Wirtschaft, und eine große Zahl der jüdischen Jungen diente noch während des Zweiten Weltkriegs in der britischen Armee. Nach dem Krieg wanderten viele der ehemaligen Whittingehamer  nach Palästina aus.